# Cisteller de Wyatt
El cisteller de Wyatt (Asthenes wyatti) és una espècie d'ocell de la família dels furnàrids (Furnariidae).
Habita zones pantanoses i vessants rocoses, localment a les muntanyes del nord de Colòmbia, oest de Veneçuela, centre i sud d'Equador i el Perú.